# Diskrimineringslagen
Diskrimineringslagen (2008:567), eller 2008 års diskrimineringslag, trädde i kraft den 1 januari 2009 och ersatte många av de tidigare lagar som på det civilrättsliga området reglerade diskriminering. Diskrimineringslagen har till ändamål att motverka diskriminering och på andra sätt främja lika rättigheter och möjligheter oavsett kön, könsöverskridande identitet eller uttryck, etnisk tillhörighet, religion eller annan trosuppfattning, funktionsnedsättning, sexuell läggning eller ålder.
Genom lagen upphävdes jämställdhetslagen, lagen (1999:130) om åtgärder mot diskriminering i arbetslivet på grund av etnisk tillhörighet, religion eller annan trosuppfattning, lagen (1999:132) om förbud mot diskriminering i arbetslivet på grund av funktionsnedsättning, lagen (1999:133) om förbud mot diskriminering i arbetslivet på grund av sexuell läggning, lagen (2001:1286) om likabehandling av studenter i högskolan, lagen (2003:307) om förbud mot diskriminering samt lagen (2006:67) om förbud mot diskriminering och annan kränkande behandling av barn och elever.
Den nya diskrimineringslagen syftar bland annat till att i Sverige slutligt genomföra tre EG-direktiv: likabehandlingsdirektivet (direktiv 76/207/EEG, ändrat genom direktiv 2002/73/EG), direktivet mot etnisk diskriminering, direktiv 2000/43/EG och arbetslivsdirektivet, direktiv 2000/78/EG.
Likabehandlingsdirektivet har åberopats i en av arbetsdomstolens domar.

## Diskrimineringsgrunder - vilka omfattas?[5]
En diskrimineringsgrund är en personlig egenskap som ligger till grund för att en person negativt särbehandlas, för att det ska anses vara diskriminering. De grupper som vanligen omfattas av dessa grunder är de som brukar betecknas som minoriteter, men lagarna är nästan alltid skrivna så att även majoritetsdelen av befolkningen omfattas, i de fall de skulle diskrimineras på grund av till exempel sin kristna tro eller sin heterosexuella läggning. Undantagen är diskrimineringsgrunderna funktionsnedsättning och könsöverskridande identitet eller uttryck, det går inte att i lagens mening bli diskriminerad för att man inte har en funktionsnedsättning eller inte är transperson. Listan över diskrimineringsgrunder är en uttömmande uppräkning, vilket innebär att "diskriminering" som sker på grund av andra egenskaper inte är diskriminering i lagens mening.

Exempel: Negativ särbehandling på grund av någons partitillhörighet eller vänsterhänthet är inte diskriminering.
Det behöver inte vara den diskriminerade som själv har egenskapen som missgynnandet har samband med för att det ska ses som diskriminering. Att missgynna någon för att den exempelvis har en partner som sitter i rullstol eller samkönade föräldrar kan också ses som diskriminering.
- Kön: att någon är kvinna eller man. Även diskriminering på grund av att en person är transsexuell. Kallas i dagligt tal för könsdiskriminering.
- Etnisk tillhörighet: nationellt eller etniskt ursprung, hudfärg eller annat liknande förhållande. Mycket av den etniska diskrimineringen kallas i dagligt tal rasism.
- Religion eller annan trosuppfattning: avser en persons religiösa identitet. Samtliga religiösa utövare omfattas, samt de med icke-religiös livsåskådning. Politiska åskådningar och etiska eller filosofiska värderingar som inte har samband med religion omfattas inte av diskrimineringslagens skydd.
- Sexuell läggning: homosexuell, bisexuell eller heterosexuell läggning. Omfattar inte sexuella aktiviteter, varken icke-kriminaliserade som fetischism och partnerbyten eller kriminaliserade som pedofili och nekrofili.
- Könsöverskridande identitet eller uttryck: att någon inte identifierar sig som kvinna eller man eller genom sin klädsel eller på annat sätt ger uttryck för att tillhöra ett annat kön.
- Funktionsnedsättning: varaktiga fysiska, psykiska eller begåvningsmässiga begränsningar av en persons funktionsförmåga som till följd av en skada eller en sjukdom fanns vid födelsen, har uppstått därefter eller kan förväntas uppstå.
- Ålder: uppnådd levnadslängd. Undantag är för nedre åldersgränser med berättigat syfte och vissa uttryckliga undantag.[7]

## Skyddade områden
De områden inom vilka det enligt diskrimineringslagen, kapitel 2, är förbjudet att diskriminera människor är:
- arbetsmarknaden (förbjudet att diskriminera arbetstagare, arbetssökande, de som söker eller fullgör praktik och inhyrd personal)
- utbildningsväsendet (förbjudet att diskriminera barn, elever, studenter och sökande inom förskola, grundskola, gymnasieskola, särskola och högskola som omfattas av skollagen)
- arbetsmarknadspolitisk verksamhet
- medlemskap i arbetstagarorganisation, arbetsgivarorganisation eller yrkesorganisation
- Tillhandahållande av varor, tjänster och bostäder (förbjudet att diskriminera kunder)
- Hälso- och sjukvården och socialtjänsten
- Socialförsäkringssystemet, arbetslöshetsförsäkringen och studiestöd (förbjudet att diskriminera mottagare av stöd och bidrag)
- Värnplikt och civilplikt (förbjudet att diskriminera värnpliktiga och civilpliktiga)
- Offentlig anställning (förbjudet för myndighetspersonal att diskriminera medborgare)

## Olika typer av diskriminering
I diskrimineringslagen finns definitioner av diskriminering. De handlingar som är förbjudna är:
- Direkt diskriminering är när en person direkt i den aktuella situationen negativt särbehandlas och missgynnandet har samband med någon av diskrimineringsgrunderna. Exempel: Två homosexuella kvinnor pussade varandra på en restaurang och avvisades av det skälet från restaurangen, vilket inte hände heterosexuella par. Behandlingen ansågs vara direkt diskriminering enligt diskrimineringslagen.[9]
- Indirekt diskriminering är när en person drabbas negativt av en regel, rutin eller en process som framstår som neutralt men som missgynnar personer utifrån någon diskrimineringsgrund. Det rör sig inte om indirekt diskriminering om 1) syftet med en regel eller rutin är berättigat och 2) medlen som används är lämpliga och nödvändiga för att uppnå syftet. Krav på språkkunskaper i samband med en anställning, där kraven är högre än vad som är nödvändigt, kan utgöra indirekt diskriminering.[10] Ett faktiskt rättsfall från Högsta domstolen 1999 rörde ett varuhus som förbjöd personer med långa och vida kjolar att vistas på varuhuset och där företaget hänvisade till stöldrisken. Förbudet ansågs vara diskriminering, (liktydigt med indirekt diskriminering), eftersom förbudet enbart drabbade kvinnor av romsk härkomst.[11]
- Trakasserier är ett uppträdande som kränker en persons värdighet och som har samband med någon av diskrimineringsgrunderna. Exempel: Upprepade kommentarer från övrig personal av rasistisk innebörd till en anställd kan anses vara trakasserier, liksom ständiga "skämt" om blonda kvinnor och utfrysning av en ensam kvinna på en manlig arbetsplats. I det första fallet blir det trakasserier på grund av etnicitet, i det andra trakasserier på grund av kön.[källa behövs]
- Sexuella trakasserier är ett uppträdande av sexuell natur som kränker en persons värdighet. Exempel: Ovälkomna sexuella inviter är sexuella trakasserier, oavsett om de omfattar "bara" upprepade, påträngande samtal av sexuell natur eller även omfattar kroppsberöring eller uttalade förslag på sexuella möten.[källa behövs]
- Bristande tillgänglighet Sedan 1 januari 2015 finns en ny form av diskriminering, bristande tillgänglighet. Med bristande tillgänglighet menas att en person med funktionsnedsättning missgynnas genom att skäliga åtgärder inte vidtagits för att personen ska komma i jämförbar situation med personer utan funktionsnedsättning.[12][13]
- Instruktioner att diskriminera: Att ge någon order eller instruktioner att utföra diskriminering på ett sätt enligt ovanstående punkter och som ges till någon som står i beroende- eller lydnadsförhållande till den som lämnar ordern eller instruktionen eller som gentemot denna åtagit sig att fullgöra ett uppdrag (Lag 2014:958) [14][15]

Dessutom är det förbjudet att beordra någon att diskriminera och olika typer av repressalier mot en person som påtalat eller anmält en diskriminering är förbjudet. Inom en del områden finns det ytterligare förbud.

## Aktiva åtgärder
Förutom förbud mot diskriminering inom de skyddade områdena anges det även i diskrimineringslagens kapitel 3 krav på Aktiva åtgärder inom två av dessa områden, arbetslivet och utbildning. Aktiva åtgärder ska enligt diskrimineringslagen förstås som ett förebyggande och främjande arbete för att inom en verksamhet motverka diskriminering och på annat sätt verka för lika rättigheter och möjligheter oavsett kön, könsöverskridande identitet eller uttryck, etnisk tillhörighet, religion eller annan trosuppfattning, funktionsnedsättning, sexuell läggning eller ålder.
Diskrimineringslagen kräver ett arbete med aktiva åtgärder inom arbetslivet, högskolan och utbildningsverksamhet som regleras av skollagen.
Inom arbetslivet omfattar kravet ett  kontinuerligt arbete för att förebygga diskriminering och främja lika rättigheter och möjligheter, inom fem områden: arbetsförhållanden, löner och andra anställningsvillkor (ej att förväxla med lönekartläggning), rekrytering och befordran, utbildning och övrig kompetensutveckling, föräldraskap och arbete. Arbetet ska genomföras i fyra steg; undersökning, analys, åtgärder och uppföljning. Samtliga diskrimineringsgrunder ska omfattas av arbetet och en jämn könsfördelning ska främjas. Arbetet ska genomföras i samverkan med arbetstagarna, vanligen det eller de fackförbund som innehar kollektivavtalet på arbetsplatsen. 
Arbetet måste dokumenteras om arbetsplatsen har fler än tio anställda och dokumentationen måste vara skriftlig om det är fler än tjugofem anställda. Varje arbetsplats måste också ha riktlinjer och rutiner i verksamheten för att förhindra trakasserier, sexuella trakasserier och repressalier, oavsett antal anställda. Arbetsgivaren måste också genomföra en lönekartläggning varje år som måste vara dokumenterad om det finns mer än tio anställda.  
Kraven inom högskola och annan utbildningverksamhet är snarlika, men anpassade för utbildningsverksamhet. Arbetet med aktiva åtgärder omfattar där elever och studenter och de områden som omfattas är antagning och rekrytering, examinationer och bedömningar, studiemiljö, studier och föräldraskap samt undervisningsformer och organisering. Även här finns ett krav på att arbeta fortlöpande och i de fyra steg som beskrivs ovan. Det finns också ett krav på samverkan med elever eller studenter och ett krav på  riktlinjer och rutiner för verksamheten i syfte att förhindra trakasserier och sexuella trakasserier. Arbetet med aktiva åtgärder inom högskola och annan utbildningsverksamhet måste alltid dokumenteras skriftligt och ska uppdateras varje år.

## Sanktioner, bevisbörda, uppsåt
Sanktionerna mot någon som diskriminerar kan, om det anses vara olaga diskriminering enligt brottsbalken, bli böter eller fängelse. Vanligen är det dock svårt att bevisa att en olaga diskriminering enligt brottsbalken ägt rum, men lättare att visa att det skett enligt de speciella diskrimineringslagarna. Eftersom straff (böter eller fängelse) enbart kan utdömas i brottmål innebär det att många ärenden avgörs som civilrättsliga tvister där den diskriminerade enbart tilldöms ett skadestånd.|
I ett civilrättsligt diskrimineringsmål gäller omvänd bevisbörda. Det innebär att om den som påstår sig ha blivit diskriminerad visar omständigheter där "det kan antas" ha förekommit diskriminering, åligger det den som anklagas för diskriminering (näringsidkaren, arbetsgivaren, myndigheten) att bevisa att det inte har förekommit, eller, om negativ särbehandling ändå förekommit, att det fanns giltiga skäl för detta.
För att ett brott ska anses ha begåtts enligt brottsbalken måste det i allmänhet finnas ett uppsåt, det vill säga gärningsmannen måste anses ha haft för avsikt att diskriminera. Många gånger uppstår dock diskriminering på grund av okunskap om att beteendet uppfattas negativt av den som diskrimineras och det är därför svårt att påvisa något egentligt uppsåt. I de särskilda diskriminerinslagarna krävs därför inte att det finns ett uppsåt från gärningsmannen. En person som negativt särbehandlar en annan person/grupp anses därmed göra sig skyldig till diskriminering, oavsett om han/hon hade för avsikt att diskriminera eller ej.

## Vad betyder lagstiftningen - terminologi
Negativ särbehandling

Begreppet innebär att en person behandlas annorlunda än andra, likvärdiga personer, i likvärdiga situationer och att det är fråga om en särbehandling som missgynnar, inte gynnar, personen.
Utan giltig grund

Det kan finnas omständigheter som gör det legalt att negtivt särbehandla en person, i de fallen är det inte diskriminering. Ett typiskt fall är när tydligt lagstöd för särbehandling finns, som vid graviditeter eller värnplikt. En annan omständighet kan vara säkerhetsskäl. Exempelvis när SJ 2009-2011 förbjöd rullstolslyftar att användas efter en olycka med en sådan.

### Vad är inte diskriminering i lagens mening?
Diskriminering används inte bara i sin juridiska betydelse utan som ett mer allmänt begrepp för olika typer av behandling man uppfattar som kränkande. Diskriminering i den juridiska betydelsen är det inte om en person blir utsatt för negativ särbehandling på grund av sin politiska övertygelse, sin vänsterhänthet eller sin bostadsort i Sverige. Inte heller är det diskriminering om det inte kan sägas vara en negativ särbehandling utan snarare någon typ av våldsbrott eller hets. Den typen av handlingar är också förbjudna och utgör regelrätta brott, men regleras av annan lagstiftning.

## Lagens efterlevnad
Till skydd för lagstiftningens efterlevnad finns i Sverige myndigheten Diskrimineringsombudsmannen, DO, som den 1 januari 2009 ersatte de tidigare "tematiska ombudsmännen" Handikappombudsmannen (HO), Jämställdhetsombudsmannen (JämO), Ombudsmannen mot etnisk diskriminering (DO) och Ombudsmannen mot diskriminering på grund av sexuell läggning (HomO). Individer som upplever att de utsatts för diskriminering kan vända sig till DO för att göra anmälningar och få hjälp att driva ärenden i domstol. Såväl individer som myndigheter och företag kan vända sig till DO för information om lika rättigheter och möjligheter samt diskriminering.
Barn- och elevombudet, BEO, lyder under Skolinspektionen och utövar tillsyn över kapitel 14 a i skollagen. BEO utreder anmälningar om kränkande behandling som inte är diskriminering. Barn- och elevombudet är ingen självständig myndighet som de övriga ombudsmännen, men har liknande funktion inom sitt ansvarsområde.
Diskrimineringsombudsmannen och Barn- och elevombudet bör inte förväxlas med andra ombudsmän (exempelvis Barnombudsmannen, pressombudsmannen och justitieombudsmännen) vars primära arbetsuppgifter inte handlar om att utöva tillsyn över diskrimineringslagstiftningen.
Staten ger genom MUCF varje år bidrag till ideella organisationer och stiftelser med verksamhet som förebygger och motverkar diskriminering inom alla diskrimineringsgrunder. Sveriges Antidiskrimineringsbyråer är ett nätverk av flera av dessa ideella antidiskrimineringsbyråer som lokalt och regionalt verkar för mångfald, likabehandling och jämställdhet. Alla byråer är fristående, men har liknande uppdrag och samarbetar med varandra och med Diskrimineringsombudsmannen. 2010 blev Örebro Rättighetscenter den första av Sveriges Antidiskrimineringsbyråer att driva ett diskrimineringsärende i domstol.